# Construction Master

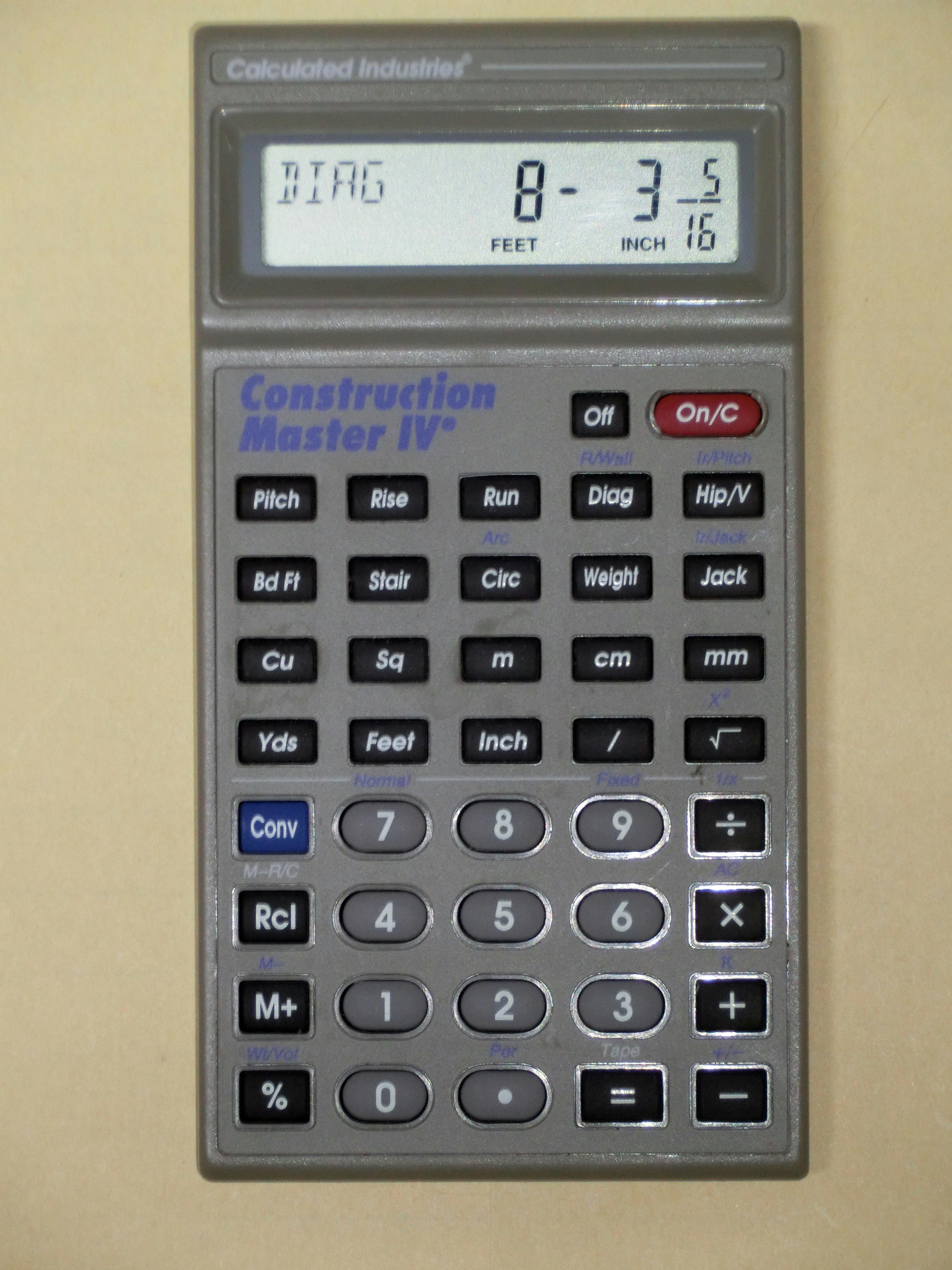
Construction Master IV

Construction Masterは、米国Calculated Industries社が販売している建築計算用電卓である。Construction Master IV、Construction Master V、Construction Master Pro 、Construction Master 5  など、数種類の機種がある。
隅棟計算、屋根谷計算、配付け垂木計算、階段計算等の建築計算機能があり、三角関数の扱いにも独特のものがある。

## 概要
以下の仕様は Construction Master IV のものである。
- データメモリ[4][5]： 1本
- 基本計算機能[6]： 四則演算[7]、平方根、平方、逆数[8]、ほか
- 建築計算機能[9]： 隅棟計算[10]、屋根谷計算[10]、配付け垂木計算[10]、階段計算[11][12]、屋根計算(直角三角形計算)[13]、ほか
- 寸法計算機能[14][7]：長さ計算[15]、面積計算[16]、体積計算[17]、体積重量計算[18]、体積価格計算[19]、長さ換算、面積換算、体積換算、ほか
- 計算履歴表示機能[20]： 20件[21]
- 入力装置： 42キー (写真参照)
- 出力装置： LCD (文字表示部14セグメント、数字表示部7セグメント)。文字4桁、整数部7桁[22]、インチ分数[23][24]部2桁/2桁 (写真参照)
- 電源： CR2032ボタン電池1個[25]

## 特徴

### 三角関数の扱い
三角関数については、一般的な関数電卓では、角度θを与えて、sinθ、cosθ、tanθ等を求めるという実装となっており、sinθ、cosθ、tanθ等の値には単位がない。
Construction Masterでは屋根計算(または直角三角形計算)という機能があり、ピッチ(Pitch)、ライズ(Rise)、ラン(Run)、ダイアゴナル(Diag)の4値の内の2値を与えて、残りの2値を求めるという実装となっている。
ライズは直角三角形の高さを、ランは底辺の長さを、ダイアゴナルは斜辺の長さをそれぞれ表し、単位が存在する。
単位はヤード、フィート、インチでの指定とメートル、センチメートル、ミリメートルでの指定が可能である。
ピッチは斜辺の勾配を示す数値で、ピッチの指定には下記の4通りの方法が用意されている。
- 角度(angle) - 角度θを度数法の度で表した値
- 寸法(dimension) - ラン12インチあたりのライズのインチ数[29]
- 比(ratio) - ランに対するライズの比[30]
- パーセント(percentage) - 上記の比をパーセントで表した値(パーセント勾配)[31]

計算結果としてピッチを求めた場合には、角度が返される。
Construction Masterでsinθ、cosθ、tanθを求めるには以下のようにする。
- ダイアゴナルに 1 を入力し、ピッチに角度θを入力すれば、ライズで sinθ を、ランで cosθ を求めることができる。
- ランに 1 を入力し、ピッチに角度θを入力すれば、ライズで tanθ を求めることができる。

また、sin-1x、cos-1x、tan-1xを求めるには以下のようにする。
- ダイアゴナルに 1 を入力し、ライズに x を入力すれば、ピッチで sin-1x を求めることができる。
- ダイアゴナルに 1 を入力し、ランに x を入力すれば、ピッチで cos-1x を求めることができる。
- ランに 1 を入力し、ライズに x を入力すれば、ピッチで tan-1x を求めることができる。

cotθ、secθ、cosecθ、cot-1x、sec-1x、cosec-1xも同様の手順で求めることができる。
Construction Masterは建築計算用の電卓であるので、角度には度数法の度のみが使用でき、ラジアンは使用できない。
また、建築に存在しないような数値は使用できない。角度θは屋根の勾配を想定しているので 0≦θ＜90 である必要があり、ライズ、ラン、ダイアゴナルの入力値も正数である必要がある。数学的用途に使用するには工夫が必要となる。